# Henri Schuermans
Henri Schuermans, de son nom complet Henri Charles Anne Paul Guillaume Schuermans, est un magistrat, jurisconsulte, archéologue et épigraphiste belge, né à Bruxelles le 20 mai 1825 et mort à Liège le 16 mai 1905.

## Biographie
Henri Schuermans est le fils d'Henri Joseph Schuermans, procureur du roi à Bruxelles entre 1823 et 1830, puis avocat auprès la Cour d'appel siégeant à Bruxelles, né à Bruxelles le 16 juillet 1789 et mort dans la même ville le 26 mars 1852 et de Pauline Thérèse Adrienne de Contreras (1804-1885). Il est le cousin de François-Théodore Schuermans, conservateur au Musée d'histoire naturelle de Bruxelles (1797-1858).
Henri Schuermans s'est marié le 29 mars 1857 à Namur avec Marie Émilie Mathilde Grégoir (1833-1913).

### Carrière dans la magistrature
Henri Schuermans a fait des études de droit à l'université de Bruxelles. Il est reçu docteur en droit en 1847. Il est couronné en 1845 au concours universitaire de 1843-1844 pour son mémoire sir l’Histoire de la lutte entre les patriciens et les plébéiens à Rome depuis l'abolition de la royauté jusqu'à la loi Licinia, par laquelle les plébéiens eurent accès au Consulat.
Peu de temps après, il est entré au Ministère de la Justice où il est attaché au service de la législation. Six après avoir été reçu docteur en doit, il débute dans la magistrature en commençant des fonctions de juge à Nivelles, le 2 octobre 1853.
Il est ensuite, Procureur du Roi à Namur le 12 octobre 1856, , à Hasselt, le 5 novembre 1859, à Liège, le 10 octobre 1866, puis Conseiller à la cour d'Appel de Liège, le 8 novembre 1867, Président de Chambre, le 26 mars 1879, enfin premier Président de cette Cour, le 29 juillet 1882. Il a conservé cette fonction jusqu'à sa limite d'âge, le 21 mai 1897 et pris alors sa retraite.

### Archéologue, épigraphiste et numismate
Henri Schuermans est un archéologue reconnu. Il commence ses publications archéologiques en 1862 avec l'article Notice sur les monuments du Limbourg antérieurs au moyen âge publié dans Bulletin des Commissions royales d'art et d'archéologie. La même année, il commence des recherches archéologiques dans les tombes de Fresin et de Walsbetz, dans le Limbourg qui ont permis de trouver des antiquités, en particulier une fiole en verre en forme de grappe de raisin. Il s'est attaché à reconstituer le mobilier funéraire des tumulus que les cultivateurs avaient fait disparaître. Il a consacré six articles à ces recherches.
Il s'est ensuite intéressé aux substructions des villas belgo-romaines de la Hesbaye et d'Outre-Meuse qui ont été l'objet de nouvelles publications. Il a publié de petites monographies sur certains objets.
En 1866, il commence à publier des études d'épigraphie en commençant par une étude sur Menues inscriptions du Musée de Liège. En 1867, il publie un vaste recueil de Sigles figulins dans lequel sont répertoriées 6 000 marques de potiers romains. Ses travaux d'épigraphie ont duré jusqu'en 1899. Il fait paraître Épigraphie romaine de la Belgique.
Il s'est intéressé dès 1867 à l'archéologique préhistorique en faisant paraître une première étude sur Antiquités de dolmens et autres monuments de pierres brutes.
Il aborde la numismatique en 1869. Il va faire un relevé des découvertes monétaires aux Pays-Bas avant et jusqu'au XVIIIe siècle. Ces différents travaux ont paru dans la Revue belge de numismatique.
Entre 1872 et 1874, il a publié cinq articles sur la découverte d'antiquités à Eygenbilsen en démontrant leur origine étrusque.
Entre 1878, il consacre une première étude sur les anciens grès et verres liégeois. Sur les grès, il publie six articles entre 1878 et 1886, plus particulièrement sur les poteries de Raeren, ainsi qu'un recueil intitulé Mille inscriptions des vases de grès dit flamand.
Entre 1883 et 1893, il publie douze lettres pour retracer l'histoire l'industrie liégeoise de la verrerie, en particulier Lettres sur les verres fabriqués aux Pays-Bas à la façon de Venise et d'Altare.
Il a publié deux études sur les généalogies des familles Thier et Somzé de 1884 à 1886. Il a aussi remis deux articles sur une étude intitulée Anciens chemins et monuments dans les Hautes Fagnes.
Dans ses Biographies il s'y montre un critique parfois sévère en traitant à fond les travaux qu'il analyse.
Le nombre de ses publications diminue à partir de 1887. Il écrit des dissertations sur Les remparts romains d'Arlon et de Tongres, en 1888, 1889, 1890 et 1893. Il avait déjà publié deux études sur le même sujet en 1876 et 1877. En 1890, il reprend une étude sur les Antiquités trouvées en Belgique. La même année il consacre une note sur l’Invasion des Chauques en 176.
Il écrit des articles sur La Belgique antérieure au moyen âge en 1893, Le perron républicain - Ambroise-Joseph Janson en 1894, Les Aduatiques sur la Meuse en 1895, La Meuse en 1897.
Il s'est ensuite consacré essentiellement à des études sur les anciennes abbayes belges et à des recherches sur sainte Julienne de Cornillon. Ses dernières publications sont À propos de l'église de Villers et une introduction de deux pages pour le Catalogue de l'Exposition de l'Art Ancien au pays de Liège en 1905.
Il a été membre de plusieurs sociétés savantes :
- Académie d'archéologie de Belgique,
- Société royale belge de numismatique,
- Société scientifique et littéraire du Limbourg, etc.

Il a été rapporteur de travaux archéologiques pour ces sociétés. Il a publié dans plusieurs publications scientifiques, comme le Bulletin monumental, le Dictionnaire archéologique de la Gaule, la Revue nouvelle, la Revue de l'Instruction publique, etc.
Il a siégé jusqu'à sa mort à la Commission royale des monuments, d'abord pour le Limbourg, puis pour la province de Liège.

## Distinctions
- Grand officier de l'ordre de Léopold,
- Croix civique de 1re classe,
- Officier de la Couronne d'Italie, etc.

## Publications
« Schuermans (Henri-Ch.-A.-P.-G.) », dans Bibliographie nationale : Dictionnaire des ecrivains Belges et catalogue de leurs publications 1830-1880, t. III N-U, Bruxelles, P. Weissenbruch éditeur, 1897 (lire en ligne), p. 397-401
- Code de la presse ou Commentaire du décret du 20 juillet 1831 et des lois complétives de ce décret, Bruxelles, Bruylant-Christophe et Cie éditeurs, 1861 (lire en ligne)
- « Notice sur les monuments du Limbourg antérieurs au Moyen Âge. Arrondissement de Hasselt », Bulletin des Commissions royales d'art et d'archéologie, t. 1re année,‎ 1862, p. 82-129 (lire en ligne)
- « Exploration de quelques tumulus de la Hesbaye », Bulletin des Commissions royales d'art et d'archéologie, t. 2e année,‎ 1863, p. 99-308 (lire en ligne)
- « Note supplémentaire sur une fiole en forme de grappe trouvée à Fresin », Bulletin des Commissions royales d'art et d'archéologie, t. 3e année,‎ 1864, p. 283-364 (lire en ligne)
- « Exploration de quelques tumulus de la Hesbaye. Deuxième article. Fouilles de la Bortombe de Walsbetz », Bulletin des Commissions royales d'art et d'archéologie, t. 3e année,‎ 1864, p. 283-364 (lire en ligne)
- Sigles figulins (époque romaine), Bruxelles, Librairie européennes de C. Muquardt, coll. « Académie d'archéologie de Belgique », 1867 (lire en ligne)
- « Nouvelle note concernant les marques de fabrique sur la verrerie romaine », Revue archéologique,‎ 1867, p. 437-442 (lire en ligne)
- « La pierre du diable à Jambes, lez-Namur », Bulletin des Commissions royales d'art et d'archéologie, t. 8,‎ 1869, p. 5-35 (lire en ligne)
- « Inscriptions romaines provenant de l'étranger et recueillies en Belgique », Bulletin des Commissions royales d'art et d'archéologie, t. 8,‎ 1869, p. 293-384 (lire en ligne)
- Objets étrusques découverts en Belgique, Bruxelles, Imprimerie de J. Baertsoen et Cie, 1872 (lire en ligne)
- « Une sépulture étrusque en Belgique », Revue archéologique,‎ 1872, p. 171-176 (lire en ligne)
- « Antiquités trouvées en Belgique », Bulletin des Commissions royales d'art et d'archéologie, t. 11,‎ 1872, p. 23-49 (lire en ligne)
- « Intailles antiques employées comme sceaux au moyen âge », Bulletin des Commissions royales d'art et d'archéologie, t. 11,‎ 1872, p. 344-366 (lire en ligne)
- « Les tumulus de la Belgique (premier article) », Bulletin des Commissions royales d'art et d'archéologie, t. 12,‎ 1873, p. 135-169 (lire en ligne)
- « La trouvaille d'Eygenbilsen (troisième article) », Bulletin des Commissions royales d'art et d'archéologie, t. 12,‎ 1873, p. 212-237 (lire en ligne)
- « Collections belges d'antiquités. Collections de Renesse », Bulletin des Commissions royales d'art et d'archéologie, t. 12,‎ 1873, p. 428-473 (lire en ligne)
- « Le tumulus de Saventhem », Bulletin des Commissions royales d'art et d'archéologie, t. 13,‎ 1874, p. 25-41 (lire en ligne)
- « Les tumulus de la Belgique (deuxième article) », Bulletin des Commissions royales d'art et d'archéologie, t. 13,‎ 1874, p. 141-167 (lire en ligne)
- « La découverte d'Eygenbilsen (quatrième article) », Bulletin des Commissions royales d'art et d'archéologie, t. 13,‎ 1874, p. 383-432 (lire en ligne)
- « Épigraphie romaine de la Belgique 'suite. Inscriptions romaines de Metz et de Bavay », Revue archéologique,‎ 1877, p. 68-119 (lire en ligne)
- « Épigraphie romaine de la Belgique 'appendice) », Revue archéologique,‎ 1877, p. 336-365 (lire en ligne)
- « Remparts d'Arlon et de Tongres », Revue archéologique,‎ 1877, p. 451-502 (lire en ligne)
- « Lettre sur la verrerie à la façon de Venise », Bulletin Monumental, t. 51,‎ 1885, p. 191-201 (lire en ligne)